# Miradouro da Serra Dormida
O Miradouro da Serra Dormida é um mirante português localizado no cimo da Serra Dormida, elevação que faz parte do Complexo da Serra Dormida, concelho de Santa Cruz da Graciosa, ilha Graciosa Açores.
Este miradouro que oferece extraordinárias vistas sobre as paisagens naturais do sul da ilha e do oceano ali tão perto, oferece também um horizonte de mar onde se encontram a ilha do Faial, a ilha Terceira, a ilha de São Jorge e a ilha do Pico a erguerem-se numa paisagem de azul marinha que se perde no horizonte.
Ali próximos o Pico Timão e oPico do Facho oferecem a oportunidade de deambular por entre a vegetação primitiva da Macaronésia.